# Thomas Klaussen
Thomas Klaussen (11 marzo 1988) è un giocatore di calcio a 5 e calciatore norvegese, pivot del Vegakameratene ed attaccante dell'Ekholt.

## Carriera

### Club
Klaussen giocò per la squadra riserve del Rosenborg, prima di essere ceduto al Nardo. Si trasferì poi al Moss, debuttando nella 1. divisjon in data 2 agosto 2009, quando subentrò a John Machethe Muiruri nel pareggio per 1-1 contro lo Stavanger. Il 25 agosto segnò le prime reti, con una doppietta inflitta allo Hønefoss nel successo per 4-0 della sua squadra. Alla fine del campionato 2010, il Moss retrocesse nella 2. divisjon, ma Klaussen rimase in squadra. Diventato capitano della squadra, il 4 febbraio 2014 rinnovò il contratto che lo legava al club per un'ulteriore stagione.

### Nazionale
Gioca nella Nazionale di calcio a 5 della Norvegia.